# Syndicat de la magistrature
Le Syndicat de la magistrature (SM) est l’un des trois principaux syndicats professionnels de magistrats français de l'ordre judiciaire. Orienté à gauche et fondé en juin 1968, à l’époque où seules existaient des associations professionnelles, il obtient depuis deux décennies environ un tiers des voix des magistrats aux élections professionnelles.

## Représentativité chez les magistrats
Le Syndicat de la magistrature obtient 33,3 % des suffrages aux élections de 2022 au Conseil supérieur de la magistrature, chiffre constant depuis les années 2000.
Cependant, en 2013, son score avait chuté à 20,6 % à la suite de l'affaire du mur des cons.
La profession est aussi représentée par l’Union syndicale des magistrats, créé en 1974, par l’Association professionnelle des magistrats, fondée en 1981 après l’arrivée à la Chancellerie de Robert Badinter, et plus récemment par le syndicat Unité Magistrats.

## Statuts et organisation
Le SM est dirigé par un bureau de six membres élus par le conseil national qui en compte 16, désignés par le congrès annuel, alternativement à Paris et en province. Des délégués régionaux participent également au conseil national avec voix délibérative.[réf. nécessaire]

## Histoire
Le SM est le premier syndicat de magistrats créé en France, en 1968, adoptant la forme syndicale plutôt qu’associative, afin de créer les conditions d'un rapprochement avec les syndicats de fonctionnaires et de salariés du secteur privé. Plus généralement, ses fondateurs veulent inscrire ses combats au cœur du « mouvement social ».

### Contexte juridique et social
La création du SM se déroule dans un contexte juridique précis qu'Anne Devillé caractérise par une juridicisation croissante des rapports sociaux, une banalisation du contentieux pénal et la démocratisation du recrutement de la magistrature lié aux années 1945-1969. Cette évolution va de pair avec une certaine perte de statut du magistrat. La carrière judiciaire devient alors de plus en plus une carrière administrative comme une autre.
Événement décisif, la mise en place en 1958 du Centre national d'études judiciaires, future École nationale de la magistrature (ENM) basée à Bordeaux. Cet établissement crée, comme chez les hauts fonctionnaires, un esprit de corps entre ses élèves et tranche avec l'hétérogénéité qui caractérisait jusque-là le corps de la magistrature. Cette formation a pour conséquence de donner une idéologie commune aux jeunes magistrats dont la caractéristique est décrite comme une « combinaison indissoluble du sens de l'État, d'une conscience missionnaire et du goût du pouvoir ».

### Répartition au sein de la magistrature
Cette influence des jeunes magistrats passés par le Centre national d'études judiciaires est prépondérante : 70 % d'entre eux sont membres du SM. Les anciens auditeurs de justice jouent également un rôle particulièrement important dans la création du SM, car même s'ils représentent moins de 23 % des membres cotisants en 1968, tous les membres fondateurs du syndicat, Dominique Charvet, Louis Joinet, Pierre Lyon-Caen et Claude Parodi, en font partie. Jean-Pierre Michel est le premier secrétaire général du syndicat.
Succès non négligeable du nouveau syndicat, 75 % de ses adhérents sont néanmoins des magistrats entrés dans la magistrature avant 1959. Les essais consacrés au SM expliquent cette participation importante de ces aînés par la régression de la condition économique et sociale de ces magistrats les rendant davantage réceptifs aux discours du syndicat (on y trouve un grand nombre de juges de paix, l'« infanterie » du corps judiciaire).

### Le SM dans les années 1968
Né dans la mouvance des événements de mai 1968, le nouveau Syndicat rassemble autour de lui plusieurs centaines de juges, « pour la très large majorité issus des grades inférieurs du corps » et venant, en grande partie, du Centre national d'études judiciaires (CNEJ). Évoquant ces premières années, Daniel Lecrubier et Pierre Lyon-Caen anciens secrétaires généraux du Syndicat parleront d'une « pensée judéo-christianomarxiste », où se mêlent rejet de la « bourgeoisie » et lutte des classes. L'influence de cette nouvelle morale de gauche imprégnée par l'éducation chrétienne est loin d'être négligeable à cette époque. Ces magistrats chrétiens, dont le travail se concrétise dans les équipes « Marc Daste » (nommées en hommage à une figure du scoutisme catholique français), seront très actifs au sein du SM.
C'est une même sollicitude envers les plus pauvres et un certain rejet de la hiérarchie qui poussent à agir les membres les plus à gauche du SM. « Les militants les plus radicaux du mouvement se décrivent ainsi comme des prolétaires de la justice, assujettis à leur hiérarchie », se plaisant à se définir comme des « travailleurs dans les juridictions ». Le Syndicat intervient alors régulièrement dans l'espace public et communique dans divers périodiques d'extrême gauche tels que Rouge, Révolution ou La Cause du peuple… Le Syndicat est la figure de proue de ces nouveaux « juges rouges », selon une expression reprise par les médias, qui se veulent progressistes et contestataires. Le juge d'instruction de Béthune Henri Pascal, chargé du dossier de l'affaire de Bruay-en-Artois en 1972 était membre du Syndicat. Hostile au secret de l'instruction et soutenu par les maoïstes de La Cause du peuple, il s'illustra par une forme d'activisme médiatique et fut dessaisi du dossier trois mois plus tard.
De 1972 à 1973, des analystes observent une radicalisation du Syndicat de la magistrature. Le groupe dirigeant, qui s'efforce de maintenir la cohésion du syndicat, cède aux revendications des militants « les plus à gauche ». Cette radicalisation s'exprime le plus vivement entre 1974 et 1976. Dans son étude, Marc Robert distingue, parmi les militants, trois « pôles » : l'extrême-gauche, des militants peu nombreux qui appartiennent également au Parti socialiste unifié (PSU) et à « certains groupes gauchistes » ; les modérés, majoritaires et hétéroclites, groupe parfois renforcé par des syndiqués proches de la ligne communiste classique ; enfin, le centre, constitué principalement de membres du Parti socialiste, notamment du GERES.
En 1976, dans l'hebdomadaire communiste La Nouvelle Critique, les membres du SM réaffirment leur orientation. Selon eux, « L'enceinte judiciaire doit redevenir un lieu de débat politique. Car la justice c'est quelque chose de politique. Le juge doit permettre que dans le prétoire, se révèlent les contradictions du système ». 

### Un succès rapide entre 1968 et 1981
Les idéaux et les critiques qui ont présidé à la création du syndicat ne restent pas en marge de l'institution judiciaire, mais au contraire, vont en un peu plus d'une décennie la modifier profondément et durablement. Instrument de cette rapide adoption par le corps de la magistrature des revendications du Syndicat est le passage de nombre de ses membres par l'administration centrale de la justice (MACJ). Être magistrat à la MACJ offre les meilleures perspectives. Le ministère de la Justice attire l'élite intellectuelle qui se trouve « au cœur d'un centre stratégique où se prennent les grandes options politiques en matière de justice ». On y trouve trois des fondateurs du SM. Cette présence proportionnelle prédominante du SM à la Chancellerie, dans les cabinets d'instruction et au Parquet lui permet d'avoir une influence déterminante sur l'évolution concrète de la justice en France dès les années 1970.
Elle trouve également sa consécration politique lors de la victoire de la gauche en 1981 où la proximité du SM avec le pouvoir devient évidente. Il « peuple les cabinets ministériels », pas seulement à la Chancellerie désormais occupée par Robert Badinter : Louis Joinet gagne Matignon où il conseille plusieurs Premiers ministres socialistes.
En janvier 1989, Hubert Dalle, ancien secrétaire général du Syndicat de la magistrature est nommé directeur de l'École nationale de la magistrature.

### Actions du début des années 1970
Fondé à une époque où le droit syndical n’existe pas encore dans la magistrature, le SM obtient sa mise en place via des actions communes avec la CGT et la CFDT, qui ont débouché sur la reconnaissance de droits pour les magistrats. Au début des années 1970, il se fait connaître par quelques affaires:
- En 1972, l’affaire Nicole Obrego : en déclarant recevable l'action du Syndicat, le célèbre « arrêt Obrego » du Conseil d'État, qui date du 1er décembre 1972, consacre l'existence du fait syndical dans la magistrature ; il reconnaît également à tout magistrat un droit de critique ;
- En 1974, l’affaire Oswald Baudot. Baudot, substitut à Marseille et membre du SM, s'inscrit dans cette lutte des « petits » contre les « gros » propre à cet esprit soixante-huitard. Il adresse en août 1974 un texte à cent trente collègues intitulé « Harangue à des magistrats qui débutent » (souvent appelée « Harangue de Baudot »). Dans ce texte contestataire, il critique la répression et invite ses collègues à corriger, dans leurs décisions, les déséquilibres induits par les hiérarchies sociales : « Soyez partiaux. Pour maintenir la balance entre le fort et le faible, le riche et le pauvre, qui ne pèsent pas d’un même poids, il faut que vous la fassiez un peu pencher d’un côté »[13]. Cette injonction de partialité s'accompagne d'une recommandation à violer le droit si nécessaire : « Dans vos fonctions, ne faites pas un cas exagéré de la loi et méprisez généralement les coutumes, les circulaires, les décrets et la jurisprudence. Il vous appartient d’être plus sage que la Cour de cassation, si l'occasion s’en présente »[14]. Le ministère lance alors une procédure disciplinaire pour manquement au devoir de réserve[13]. Le 28 janvier 1975, Baudot comparaît devant le CSM qui propose au garde des Sceaux de lui infliger une réprimande. Confronté à la mobilisation du SM soutenu par l'Union syndicale des magistrats, le ministre ne prononce aucune sanction. En dépit de cette victoire du SM, cet appel à la partialité de la justice sera sévèrement condamné par plusieurs personnalités[15],[16] ;
- En 1974 aussi, l’affaire Hubert Dujardin : le 14 octobre 1974, Le Nouvel Observateur publie un article relatant trois jours de la vie quotidienne d'un juge d'instruction à Lille, Hubert Dujardin, membre du SM. Le magistrat est renvoyé devant le Conseil supérieur de la magistrature (CSM) qui prononce contre lui la sanction de retrait des fonctions de l'instruction, estimant que le secret de l'instruction avait été ainsi « violé ». Le SM dira au sujet de cette affaire qu'elle « s'inscrit dans la lutte menée dès son origine par le Syndicat de la magistrature pour sortir le juge de sa tour d'ivoire, pour ouvrir la justice au peuple, pour abattre les obstacles à la communication entre le juge et les justiciables au nom desquels il rend la justice, pour démythifier l'indépendance de l'appareil judiciaire et l'importance de ses attributions. Au cours de son évolution et de sa réflexion, le Syndicat de la magistrature a réalisé que le secret est l'une des armes les plus redoutables de la hiérarchie » ;
- En 1975, l’affaire Patrice de Charette : le 27 septembre 1975, Jean Chapron, directeur d'usine, est inculpé d'homicide involontaire à la suite d'un accident du travail par Patrice de Charette, juge d'instruction à Béthune et membre du SM ; quelques mois plus tôt, un de ses ouvriers avait perdu la vie en raison d'un défaut de sécurité déjà signalé trois fois par le comité d'hygiène et de sécurité; La mise en détention d'un « patron », une première[réf. nécessaire], provoque une émotion considérable ; le garde des Sceaux lui-même, Jean Lecanuet, menace Patrice de Charette de poursuites disciplinaires, sans suite ; des médias parlent de « juge rouge » ; Jean Chapron est libéré au bout de cinq jours par la Cour d'appel de Douai réunie exceptionnellement un samedi[17] ; en 1978, dans une autre affaire le tribunal de Béthune (qui compte alors 14 syndiqués sur une trentaine de magistrats) condamne un ex PDG à un an de prison ferme ; cinq cents patrons manifestent alors devant le tribunal leur révolte contre les juges chargés de l'affaire mais aussi contre le juge Charette, étranger à l'affaire, mais dont on prétend qu'il est beaucoup plus indulgent pour les autres justiciables[18] ;
- En 1975 aussi, l’affaire Jean Foyer : le 3 octobre 1975, l'ancien garde des Sceaux, Jean Foyer, publie dans Le Figaro une tribune intitulée « des juges contre la justice » dans laquelle il accuse le SM d'être en réalité « une organisation subversive gauchiste » ayant pour objectif la conquête du pouvoir au sein de l'institution judiciaire par le biais de l'École nationale de la magistrature. Le syndicat attaque l'ancien ministre et Le Figaro en diffamation, l'emporte en première instance, mais perd en appel et en cassation[19],[20],[10].

## Prises de position
Le Syndicat est membre de l'association internationale Magistrats européens pour la démocratie et les libertés (MEDEL), de la Coalition française pour la Cour pénale internationale (CFCPI), de l'Association nationale d'assistance aux frontières pour les étrangers (Anafé), de l'Appel des appels, ou encore du collectif « Non à EDVIGE ».
En juin 2013, Pierre Delmas-Goyon et Didier Marshall, membres du Syndicat, sont chargés de rendre un rapport sur les juges et les juridictions du XXIe siècle. Nicole Maestracci, autre personnalité du Syndicat, est nommée au Conseil constitutionnel par François Hollande en mars de la même année. Selon Le Figaro, les principales réformes envisagées par le garde des Sceaux, notamment la suppression des peines plancher, sont en accord avec les revendications du SM.
Au début de 2015, le Syndicat de la magistrature estime que le projet de loi relatif au renseignement est « inacceptable » car il « installe un dispositif pérenne de contrôle occulte des citoyens dont il confie au pouvoir exécutif un usage quasi illimité » et que « seul un véritable contrôle a priori de techniques de renseignement proportionnées et visant un objectif strictement défini relevant de la sécurité nationale, restera respectueux des droits fondamentaux »,.
En novembre 2015, en réaction à l'état d'urgence décrété par François Hollande à la suite des attentats du 13 novembre 2015 en France, le Syndicat de la magistrature exprime son « inquiétude » et met en garde contre la « suspension — même temporaire — de l’État de droit ». Le Syndicat des commissaires de la Police nationale (SCPN) réagit vivement affirmant au sujet du Syndicat de la magistrature : « Ils sont les alliés objectifs de tous les terrorismes ». Le SCPN dénonce également un « dogmatisme fou » ayant « contribué à conduire notre pays dans l'impasse où il se trouve »,.
En 2023, le Syndicat de la magistrature prévoit de tenir un stand à la Fête de l’Humanité, avec trois animations sur les violences policières, les comparutions immédiates et la justice des mineurs. Le ministre de la Justice Éric Dupond-Moretti, prochainement jugé par la Cour de justice de la République (CJR) pour « prise illégale d'intérêts » à la suite d'une plainte du syndicat et de l'Union syndicale des magistrats, affirme avoir assisté « à un certain nombre de dérapages » de la part du syndicat, saisit à ce sujet le Conseil supérieur de la magistrature. Le syndicat Unité SGP Police-Force Ouvrière dénonce, de son côté, « la politisation de la justice par le Syndicat de la Magistrature ». Plusieurs médias de droite relayent des critiques contre cette participation, tels que Le Figaro, Le Point, ainsi que CNews. La présidente du syndicat de la magistrature Kim Reuflet s'étonne, elle, que la participation du syndicat à « un lieu de débats aussi connu et reconnu que la Fête de l'Huma puisse susciter une telle polémique ». Le Figaro présente le rendez-vous organisé par le syndicat de magistrats comme « très partial », magistrats et avocats syndiqués prenant la parole pour tenir, selon le quotidien « un discours sans nuance : la police réprime les manifestants dans la violence ».  La table ronde ne laisse, par ailleurs, aucune place au contradictoire. Pour L’Humanité, « les éditorialistes d’extrême droite ont trouvé dans la présence du Syndicat de la magistrature à la Fête de l’Humanité une nouvelle occasion de répandre dans l’opinion le mythe d’une justice laxiste ».
À l'automne 2024, à la suite du meurtre de Philippine Le Noir de Carlan et de l'interpellation du principal suspect, un homme faisant l'objet d'une OQTF, le Syndicat de la magistrature déplore la focalisation du débat sur le sujet de l'immigration et l'usage d'une rhétorique xénophobe, appelant à une démarche de prévention sociale globale des féminicides quelle que soit la nationalité des coupables,.

### Accès aux rapports d'inspection
Selon une enquête de Mediapart en 2024, le syndicat demande régulièrement communication des rapports d'inspection des magistrats mais se voit opposer un refus constant du Garde des Sceaux Éric Dupond-Moretti. Le syndicat qui a saisi à plusieurs reprises la Commission d'accès aux documents administratifs a également saisi le tribunal administratif et le Conseil d’État, face à ce que le journal qualifie de « rétention d’informations ».

## Polémiques

### Polémiques du milieu des années 1980
- Affaire Georges Apap : le 8 janvier 1987, Georges Apap, procureur à Valence, choisit le thème de la toxicomanie pour son discours de rentrée ; un député présent lui en fait le reproche par médias interposés et alerte le garde des Sceaux Albin Chalandon ; ce dernier le nomme alors comme premier substitut à Bobigny, mais le président Mitterrand refuse de signer le décret ; Albin Chalandon saisit le CSM qui rend, le 9 octobre 1987, une décision de relaxe, aux motifs de la qualité de magistrat des procureurs de la République et de leur liberté de parole à l'audience[réf. souhaitée].

### Polémiques des années 2000
- Vos papiers ! Que faire face à la police ?

En mars 2001, Clément Schouler, magistrat à Versailles, et le SM publient aux éditions L'Esprit frappeur le livre Vos papiers ! Que faire face à la police ? La couverture de cet ouvrage — dont le propos est de mettre en garde contre les contrôles d'identité abusifs et de faire connaître les règles à ce sujet — présente un policier grimaçant à tête de porc. L'ouvrage suscite une polémique, et les protestations des syndicats de police Synergie et SNOP. Plus d'une centaine de fonctionnaires de police déposent à l'époque plainte contre ce qu'ils dénoncent comme un « pamphlet antiflic primaire ».
Le ministre de l'Intérieur, Daniel Vaillant, dépose plainte pour les propos et la couverture du livre ainsi que les propos jugés injurieux envers la police. Le magistrat est acquitté en première instance. Le 18 janvier 2007, la cour d’appel de Paris statuant sur l’appel interjeté par le parquet condamne Clément Schouler à 800 euros d’amende pour avoir dénoncé dans son livre les contrôles d’identité au faciès qui « sont non seulement monnaie courante, mais se multiplient ». La Cour de cassation casse cette condamnation le 19 juin 2008. L'affaire est renvoyée devant la cour d'appel de Rouen qui prononce la relaxe du magistrat le 4 février 2009, estimant que les propos étaient « bien diffamatoires » mais retenant « l'excuse de bonne foi » en faveur de Clément Schouler,.
- Appel à voter contre Nicolas Sarkozy

Le Syndicat appelle à voter contre Nicolas Sarkozy lors des élections présidentielles de 2007 et de 2012. En mai 2012, à la suite de ce que Le Parisien qualifie d'« attaque au vitriol » contre le président sortant, Nathalie Kosciusko-Morizet, alors porte-parole du candidat, juge cet appel comme étant un « acte partisan inadmissible ». Le Syndicat répond en précisant que « rien n'interdit à un syndicat de prendre position à l'occasion d'une échéance qui, de fait, est lourde d'enjeux pour les principes et les intérêts qu'il défend ».

### Polémiques des années 2010
- Affaire du « Mur des cons »

Pour le livre, voir Philippe Bilger#Publications.
L'affaire du « Mur des cons » est une affaire médiatico-politique française, commencée en 2013 et trouvant son épilogue judiciaire en 2021.
Elle est liée à la présence (filmé par un journaliste de France Télévision), dans les locaux du syndicat de la magistrature, d'un panneau d'affichage intitulé « Mur des cons » et sur lequel étaient affichées des photographies et des « petites phrases », de diverses personnalités politiques et familles de victimes médiatisées signalées comme étant des « cons ».

## Présidents
- 1968 (à titre provisoire) : Dominique Charvet[51]
- 1970-1972 : Louis Joinet
- 1973-1974 : François Colcombet
- 1974-1976 : Léonard Gaudin
- 1977-1978 : Marc Dreyfus[52]

[...]
- 1982-1986 : Simone Gaboriau
- 1986-1989 : Adeline Hazan
- 1990-1991 : Jean-Claude Nicod
- 1992-1994 : Béatrice Patrie
- 1995-1996 : Sabine Mariette
- 1997-1998 : Jean-Pierre Boucher
- 1999-2000 : Anne Crenier-Vaudano
- 2001-2002 : Évelyne Sire-Marin
- 2007-2008 : Emmanuelle Perreux

[...]
- 2012-2013 : Matthieu Bonduelle
- 2013-2015 : Françoise Martres
- 2016-2017 : Clarisse Taron
- 2017-2022 : Katia Dubreuil[53]
- 2022-2024 Kim-Lam Reuflet
- Depuis janvier 2025: Judith Allenbach

### Sources
- Syndicat de la magistrature, Jean-Marie Borzeix et Jean-Claude Barreau, Au nom du peuple français, Paris, Stock, 1974, 264 p. (ISBN 2-7062-8242-8)
- Syndicat de la magistrature, Justice sous influence, Paris, François Maspéro, coll. « Cahiers libres », 1981, 282 p. (ISBN 2-7071-1233-X, lire en ligne)
- Syndicat de la magistrature, Les mauvais jours finiront : 40 ans de combats pour la justice et les libertés, Paris, La Fabrique, 2010, 259 p. (ISBN 978-2-35872-009-0)
- Syndicat de la magistrature (postface Robert Badinter), Juger sans entraves : 50 ans de lutte pour la justice, les droits et les libertés, Paris, La Découverte, 14 juin 2018, 160 p. (ISBN 978-2-348-03642-2)

### Études et essais
- Philippe Bilger, Le Mur des cons, Albin Michel, 2019
- Clément Weill-Raynal, Le fusillé du mur des cons, Paris, Plon, 2013, 160 p. (ISBN 978-2-259-22233-4)
- Anne Devillé, « L’entrée du syndicat de la magistrature dans le champ juridique en 1968 », Droit et société, vol. 28,‎ 1994, p. 639-670 (lire en ligne)
- Anne Devillé, « Le syndicat de la magistrature en France 1968-988. Interprétation de la construction d’une action collective », Revue interdisciplinaire d'études juridiques, vol. 31,‎ 1993, p. 55-68 (lire en ligne)
- Joël Ficet, « Recompositions identitaires et mobilisation professionnelle de la magistrature française. Le rôle du syndicalisme judiciaire 1945-2005 », Communication au Colloque international « Identifier, s’identifier » Université de Lausanne, 30 novembre – 1er décembre 2006 [lire en ligne] [PDF]
- Hervé Lehman, Soyez partiaux ! : Itinéraire de la gauche judiciaire, Paris, Les éditions du Cerf, 2022, 266 p. (ISBN 978-2-204-15248-8)
- Jean-Claude Magendie, Syndicalisme judiciaire : Réflexion sur les "Chantiers de la Justice"